# Andrei Sergejewitsch Loginow
Andrei Sergejewitsch Loginow (russisch Андре́й Серге́евич Ло́гинов, engl. Transkription Andrey Loginov; * 27. November 1972 in Tiraspol, MSSR, Sowjetunion) ist ein ehemaliger russischer Mittelstreckenläufer, der sich auf die 800-Meter-Distanz spezialisiert hat. Über diese Distanz wurde er 1994 in Paris Halleneuropameister.

## Sportliche Laufbahn
Erste internationale Erfahrungen sammelte Andrei Loginow im Jahr 1990, als er bei den Juniorenweltmeisterschaften in Plowdiw in 3:44,79 min den sechsten Platz im 1500-Meter-Lauf belegte. Im Jahr darauf gelangte er bei den Junioreneuropameisterschaften in Thessaloniki mit 3:53,81 min auf den vierten Platz und 1992 wurde er beim IAAF World Cup in Havanna in 3:43,46 min Fünfter. 1993 schied er bei den Weltmeisterschaften in Stuttgart mit 3:42,11 min im Halbfinale aus und im Jahr darauf siegte er bei den Halleneuropameisterschaften in Paris in 1:46,38 min im 800-Meter-Lauf. Im August schied er dann bei den Freiluft-Europameisterschaften in Helsinki mit 1:46,18 min im Halbfinale aus. Anschließend siegte er in 1:46,65 min bei den Goodwill Games in St. Petersburg. 1995 schied er bei den Weltmeisterschaften in Göteborg mit 1:48,30 min in der ersten Runde über 800 Meter aus und im Jahr darauf kam er bei den Olympischen Sommerspielen in Atlanta mit 3:40,99 min nicht über den Vorlauf über 1500 Meter hinaus. 1998 belegte er bei den Goodwill Games in New York City in 1:51,67 min den achten Platz über 800 Meter und im Jahr darauf beendete er seine aktive sportliche Karriere im Alter von 27 Jahren.
In den Jahren 1994 und 1995 wurde Loginow russischer Meister im 800-Meter-Lauf im Freien sowie 1996 in der Halle.

## Persönliche Bestzeiten
- 800 Meter: 1:45,03 min, 5. Juli 1995 in Lausanne
  - 800 Meter (Halle): 1:46,38 min, 13. März 1994 in Paris
- 1500 Meter: 3:35,53 min, 5. Juni 1995 in Moskau
  - 1500 Meter (Halle): 3:40,03 min, 14. Februar 1996 in Moskau